# Мијамото Мусаши (филм)
Мијамото Мусаши (јап. 宮本武蔵) је јапанска историјска драма из 1954. у режији Хироши Инагакија, са Тоширо Мифунеом у главној улози. Први део Самурајске трилогије о животу чувеног мачеваоца Мијамото Мусашија, овај филм је награђен Оскаром за најбољи страни филм 1954. године. Филм је екранизација историјског романа Мусаши, који је написао Ејџи Јошикава.

## Радња
Два пријатеља из села Мијамото, Такезо и Матахачи, заједно полазе у битку код Секигахаре (1600), али је њихова страна поражена док су они копали ровове у логору, а последњи самоубилачки јуриш који предводи Такезо завршава се поразом и бекством са бојишта. Пријатеље сакривају две имућне сељанке, млада удовица и њена кћи, док се Матахачи опоравља од ране на нози. Једне ноћи, кућу напада разбојничка дружина, али их Такезо растерује потпуно сам, наоружан дрвеним мачем: удовица је у тајности разбојнички јатак, и одлучила је да задржи плен за себе. Након што је одбио љубав обе жене (најпре кћери Акеми, а затим и удовице Око), Такезо сам бежи у своје село, док Матахачи одлучује да отпрати жене и њихов плен у Кјото.
Након што је растерао патролу која га је напала на друму, Такезо је у свом селу проглашен за одметника, а његове рођаке (пошто је он сироче) власти узимају за таоце, али га сакривају Матахачијева мајка Осуги и вереница Оцу, којима је донео вести да им је син и вереник преживео битку. Међутим, Осуги издаје Такеза господару села, али он лако растерује војнике послате да га ухвате и бежи у планину. У исто време, Оцу добија писмо од Матахачијеве нове жене, Око (удовице), и сазнаје да је остављена. Она и Такуан, локални будистички свештеник, одлазе у планину и наговарају Такеза, који је умакао свим потерама, да се преда добровољно како би спасао жене и децу својих рођака.
Иако је успео да измоли помиловање за Такеза, Такуан га оставља да два дана виси на дрвету без хране и воде, и објашњава му да су мудрост и врлина важни за човека исто колико и снага: Такезо би могао да искористи своју снагу за добро људи, али му недостају мудрост и врлина. По први пут дирнут, до тада поносни и гневни Такезо одговара свештенику да жели да буде прави човек, а не да умре као животиња, али свештеник одговара да је живот као права битка - нема друге шансе, и саветује Такеза да се припреми за смрт у зору. Након што је безуспешно молила свештеника за милост, Оцу ослобађа Такеза и њих двоје заједно беже из села, али их ујутро стиже потера: Такезо успева да се пробије, али она је ухваћена и затворена у замак њиховог господара.
Такезо покушава да провали у замак како би је ослободио, али га Такуан дочекује на бедему и пушта унутра, а затим га на превару затвара у собу на врху куле, пуну књига, саветујући му да проведе неко време у читању и размишљању о стварима које му недостају да би постао прави човек, док га Оцу чека на сигурном у оближњем храму. За то време, у Кјоту, Матахачи и Око живе луксузно, далеко преко својих могућности, и покушавају да богато удају Акеми, која се још увек сећа своје љубави према Такезу. Три године касније, под Такуановим покровитељством, Такезо постаје самурај у замку Химеџи под новим именом Мијамото Мусаши, али изјављује да још није довољно спреман за службу самураја: господар му наређује да крене на пут како би довршио своје учење. На одласку, Мусаши изјављује љубав Оцу, која је у међувремену постала успешна крчмарица, и обећава да ће се вратити.